# Development Today
Development Today är en oberoende tidskrift om Nordiskt bistånd som publiceras var fjortonde dag sedan 1991. Grundad av en grupp nordiska journalister har Development Today som policy att inte ta emot något stöd från givarnationer, frivilliga organisationer eller andra biståndsaktörer. Development Today hävdar att de är den enda tidskriften som specialiserar sig på bistånd som har en så oberoende ställning. Tidskriften finns i både pappersformat och i digital form. Den finansieras uteslutande genom prenumerationer och annonser.